# جارد فرنانديز
جارد فرنانديز (بالإنجليزية: Jared Fernández)‏ هو لاعب كرة قاعدة أمريكي، ولد في 2 فبراير 1972 في سولت ليك في الولايات المتحدة.

## وصلات خارجية
- جارد فرنانديز على موقع دوري كرة القاعدة الرئيسي (الإنجليزية)
- جارد فرنانديز على موقع الدوري الياباني لكرة القاعدة (الإنجليزية)
- جارد فرنانديز على موقعبيزبول رفرنس.كوم (الدوري الرئيسي) (الإنجليزية)
- جارد فرنانديز على موقع إي إس بي إن.كوم (أم.أل.بي) (الإنجليزية)
- جارد فرنانديز على موقع مشجعي الرسوم البيانية (الإنجليزية)